# مسافر پردردسر
مسافر پردردسر یک مجموعه تلویزیونی محصول سال ۱۳۸۲–۱۳۸۳ به کارگردانی شاهرخ حمیدی‌مقدم، نویسندگی شعله شریعتی و تهیه‌کنندگی شاهرخ حمیدی‌مقدم می‌باشد که از سیمای کردی شبکه جهانی سحر پخش شد. این سریال در ۱۳ قسمت ۴۵ دقیقه‌ای تهیه شد.

## بازیگران
- مهوش وقاری
- بابک نوری در نقش سیروان
- اسماعیل داورفر در نقش بهادر
- گیتی ساعتچی در نقش راضیه
- مهدی صبایی در نقش شاهو
- زهره فکور صبور
- بهاره افشاری
- محسن قاضی‌مرادی در نقش حاتم
- آتوسا تهامی
- نوشین سرودی
- حسین استیری

داراحیایی